# Elisabeth Stremlau
Elisabeth Stremlau (auch Lisa Stremlau; * 22. April 1949 in Haltern) ist eine deutsche Politikerin (SPD). Sie war von 2009 bis 2020 hauptamtliche Bürgermeisterin der münsterländischen Stadt Dülmen.

## Leben
Nach ihrem Abitur studierte Elisabeth Stremlau für das Lehramt an Grund- und Hauptschulen und war danach 38 Jahre lang als Lehrerin tätig, zum Beispiel in Dülmen an der im Jahr 2009 geschlossenen Johann-Gutenberg-Hauptschule und danach an der katholischen Kardinal-von-Galen-Hauptschule.
Seit dem Jahr 2005 war sie Ortsvorsitzende der SPD Dülmen. Im Jahr 2009 wurde ihr auf Vorschlag von Angelica Schwall-Düren der Helene-Weber-Preis verliehen, eine Auszeichnung des Bundesministeriums für Familie, Senioren, Frauen und Jugend für Frauen, die sich auf kommunaler Ebene politisch engagieren. In der Begründung hieß es: „Sie fördert das gegenseitige Verständnis für unterschiedliche Frauenbiographien und bewegt Frauen, ihre spezifische Erfahrungen in gesellschaftliche Prozesse einzubringen.“

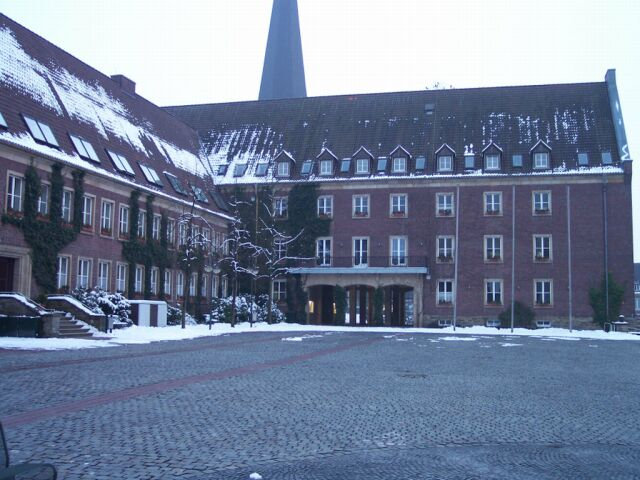
Rathaus Dülmen, 2014

Elisabeth Stremlau ist verheiratet, hat einen Sohn, eine Tochter (Silke Stremlau), einen Enkelsohn und eine Enkeltochter.

## Bürgermeisteramt
Zur Bürgermeisterwahl 2004 in Dülmen trat sie gegen den amtierenden Bürgermeister Jan Dirk Püttmann (CDU) an, verlor die Wahl jedoch. Sie war seitdem 2. Bürgermeisterin der Stadt Dülmen unter Jan Dirk Püttmann. Die Wahl 2009 gewann sie gegen Jan Dirk Püttmann mit 55,3 Prozent der gültigen Stimmen. Bei der Wahl am 13. September 2015 wurde sie, diesmal als unabhängige Kandidatin, mit 71,2 Prozent der gültigen Stimmen im Amt bestätigt. Zur Bürgermeisterwahl im Jahr 2020 trat sie nicht mehr an. Ihr Nachfolger in Dülmen wurde Carsten Hövekamp (CDU).
Während ihrer Zeit als Bürgermeisterin von Dülmen wurde die Stadt im Dezember 2017 Mitglied der Organisation Mayors for Peace.